# JIN AKANISHI "10th Anniversary Live 2023"
『JIN AKANISHI "10th Anniversary Live 2023"』（ジン アカニシ テンス アニバーサリー ライブ 2023）は、日本の歌手・赤西仁が2023年7月1日・7月2日に国立代々木競技場第一体育館にて開催したライブの模様を収録した映像作品。GoGood Recordsより2024年7月31日に発売。

## 概要
2022年12月23日に東京ガーデンシアターにて開催されたライブ「JIN AKANISHI Christmas Live 2022」の終演後に本公演の開催が発表された。
独立および主宰レーベルの立ち上げ10周年を記念して開催された本公演は、2023年4月には追加公演が発表され、２日間で計2万人を動員。
本公演内では、同年8月からファンクラブツアー「JIN AKANISHI FANCLUB TOUR 2023 "YELLOW NOTE"」を開催することが発表された。

## リリース
2024年5月29日、本作の発売が発表され、各ECサイトでの予約受付が開始された。
6月14日、トレーラー映像 Vol.1が公式YouTubeチャンネルに公開され、同映像内にてジャケット写真も公開された。
特別仕様限定盤、初回限定盤、通常盤の3形態で、それぞれBlu-rayとDVDでのリリース。特別仕様限定盤にはドキュメンタリー映像を収録した特典ディスクと100P スペシャルフォトブックが、初回限定盤には自身のバースデーイベント「"JINDEPENDENCE DAY" 2023」の公演映像を収録した特典ディスクとミニブックレットが、通常盤には本公演のライブCDがそれぞれ付属する。
発売形態
| 商品形態       | 規格       | 品番       | 同梱特典                                                                                  |
| -------------- | ---------- | ---------- | ----------------------------------------------------------------------------------------- |
| 特別仕様限定盤 | 2Blu-ray   | GOGOOD-047 | ドキュメンタリー映像収録の特典ディスク、100Pスペシャルフォトブック、スリーブケースBOX仕様 |
| 特別仕様限定盤 | 2DVD       | GOGOOD-048 | ドキュメンタリー映像収録の特典ディスク、100Pスペシャルフォトブック、スリーブケースBOX仕様 |
| 初回限定盤     | 2Blu-ray   | GOGOOD-049 | 『"JINDEPENDENCEDAY" 2023』公演映像収録の特典ディスク、ミニブックレット                   |
| 初回限定盤     | 2DVD       | GOGOOD-050 | 『"JINDEPENDENCEDAY" 2023』公演映像収録の特典ディスク、ミニブックレット                   |
| 通常盤         | Blu-ray+CD | GOGOOD-051 | 『JIN AKANISHI "10th Anniversary Live 2023"』ライブアルバムCD                             |
| 通常盤         | DVD+CD     | GOGOOD-052 | 『JIN AKANISHI "10th Anniversary Live 2023"』ライブアルバムCD                             |

## 収録内容

### 本編
1. ムラサキ
2. Care
3. Eternal
4. LOVEJUICE
5. Wonder
6. Tipsy Love
7. Hey What's Up?
8. Seasons
9. Temporary Love
10. Go Higher
11. Sun Burns Down
12. アイナルホウエ
13. Good Time
14. Let Me Talk To U
15. Baby
16. Summer Loving
17. Summer Kinda Love
18. Mi Amor
19. We The Fire
20. Baila
21. Dayum
22. Choo Choo SHITAIN
23. Blessèd
24. Yesterday
25. Fill Me Up
26. NO GOOD
27. THANK YOU
28. Love Song
29. MC

### 特典ディスク
特別仕様限定盤
- JIN AKANISHI "10th Anniversary Live 2023" ドキュメンタリー映像

初回限定盤
- JIN AKANISHI "JINDEPENDENCEDAY 2023" 2023.7.4 Zepp DiverCity 公演映像

通常盤
- JIN AKANISHI "10th Anniversary Live 2023" ライブアルバムCD